# Kolchidské deštné lesy a mokřady
Kolchické deštné lesy a mokřady (gruzínsky კოლხეთის ტროპიკული ტყეები და ჭაობები) je název jedné z gruzínských lokalit světového dědictví UNESCO. Na tento seznam se dostala v červenci 2021 jako první gruzínská památka přírodního dědictví. Sestává ze 7 geograficky oddělených území v západní části státu. Všechna tato území byla pod různými způsoby prohlášena jako chráněná území ještě před zápisem UNESCO. Z administrativně-správního hlediska se rozkládají v regionech Gurie, Samegrelo – Horní Svanetie a autonomní republice Adžárie. Souhrnná plocha těchto 7 lokalit je 312,53 km² a dalších 268,50 km² tvoří ochranné pásmo jádrové zóny.

## Přírodní podmínky
Památku UNESCO lze rozdělit do dvou topografických částí - první je Kolchidská nížina s lužními lesy, mokřady a rašeliništěmi (nadmořská výška do 10 m n. m.) a druhá je horská krajina Meschetského hřbetu (součást Malého Kavkazu; max. výška 2700 m n. m.) Panuje je zde vlhké subtropické podnebí - dle Köppenovy klasifikace podnebí typ Cfa. Roční srážkový úhrn je až 4500 mm v horské oblasti a 2000 mm v nížinné části.
Vzhledem k výškovým poměrům chráněných území se zde vyskytuje řada druhů porostů - nížinný les, podhorská pásma lesa, dolní, střední a horní horská pásma lesa, subalpínský les a subalpínské louky. Žije a roste zde řada ohrožených či endemických druhů živočichů a rostlin. Mokřady a rašeliniště Kolchidské nížiny využívá i migrující ptactvo.

## Přehled území
| Území             | ID UNESCO | Rozloha jádrové zóny (ha) | Rozloha ochranného pásma (ha) | Gruzínské chráněné území                                                            |
| ----------------- | --------- | ------------------------- | ----------------------------- | ----------------------------------------------------------------------------------- |
| Kintrishi-Mtirala | 1616-001  | 20 150                    | 9 140                         | národní park Mtirala, národní park Kintrishi, striktní přírodní rezervace Kintrishi |
| Ispani            | 1616-002  | 248                       | 531                           | striktní přírodní rezervace Kobuleti                                                |
| Grigoleti         | 1616-003  | 125                       | 328                           | národní park Kolkheti                                                               |
| Imnati            | 1616-004  | 3 418                     | 13 386                        | národní park Kolkheti                                                               |
| Pitshora          | 1616-005  | 2 393                     | 13 386                        | národní park Kolkheti                                                               |
| Nabada            | 1616-006  | 2 976                     | 2 586                         | národní park Kolkheti                                                               |
| Churia            | 1616-007  | 1 943                     | 879                           | národní park Kolkheti                                                               |

## Fotogalerie

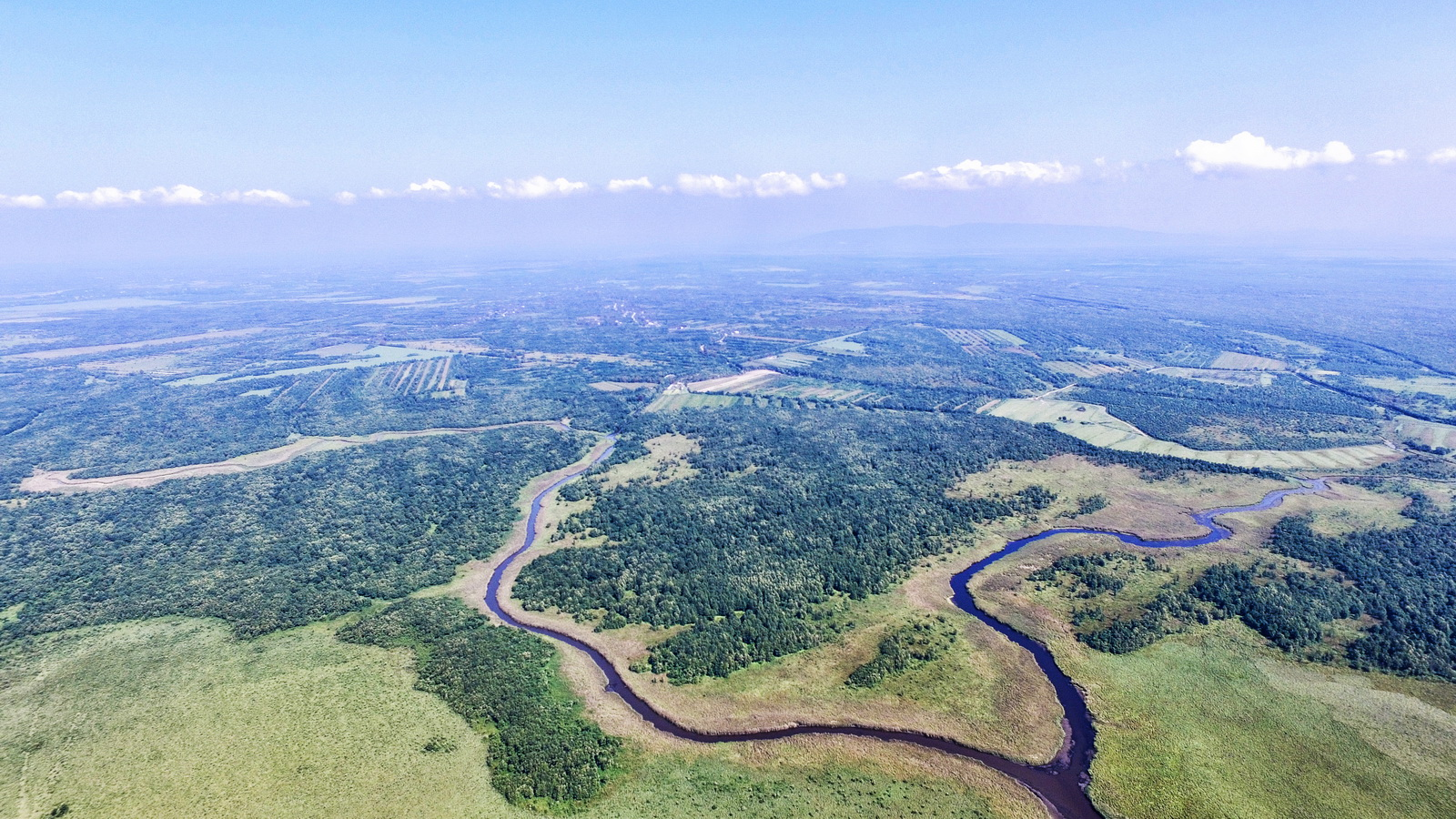
NP Kolkheti
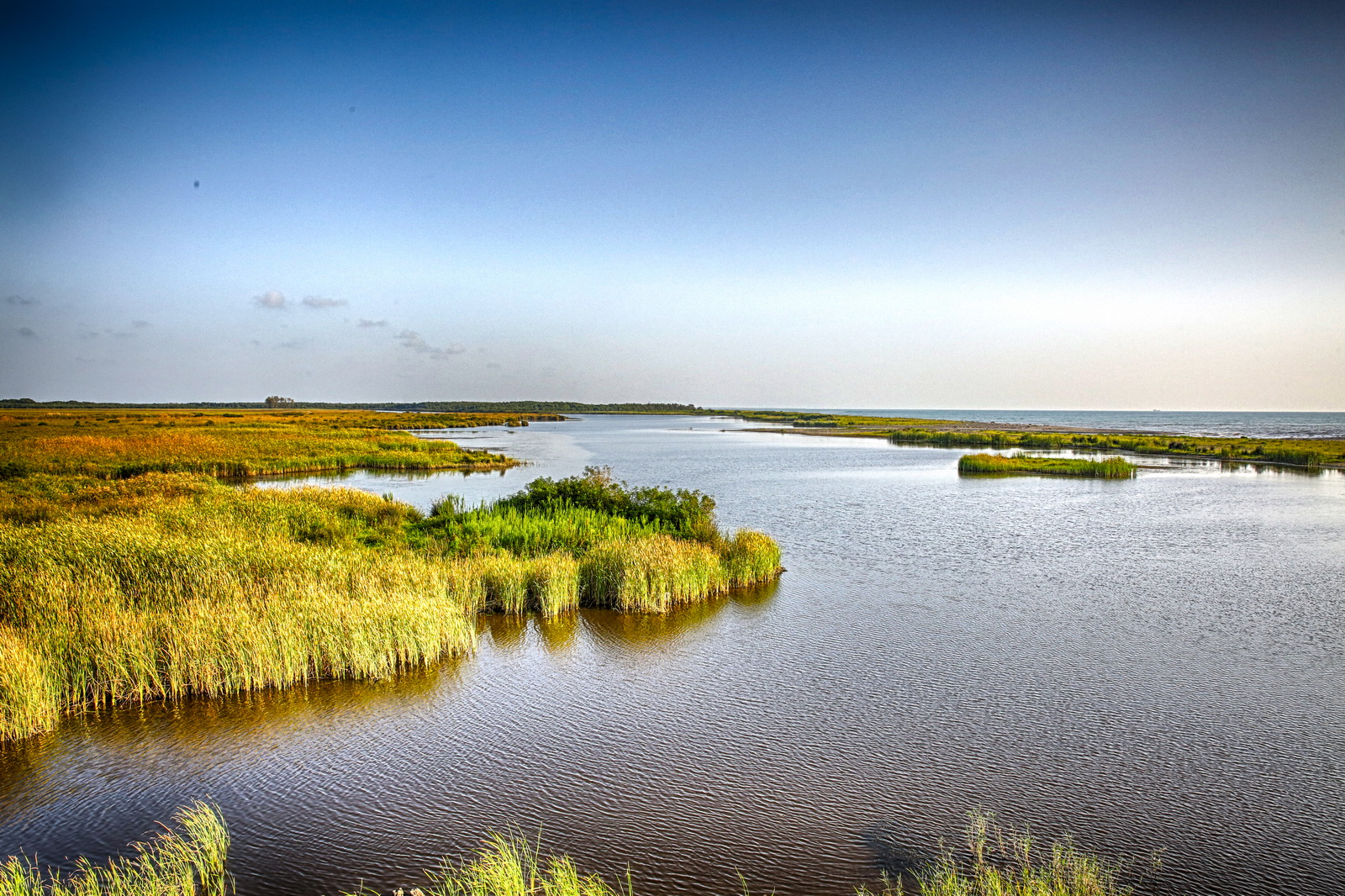
NP Kolkheti
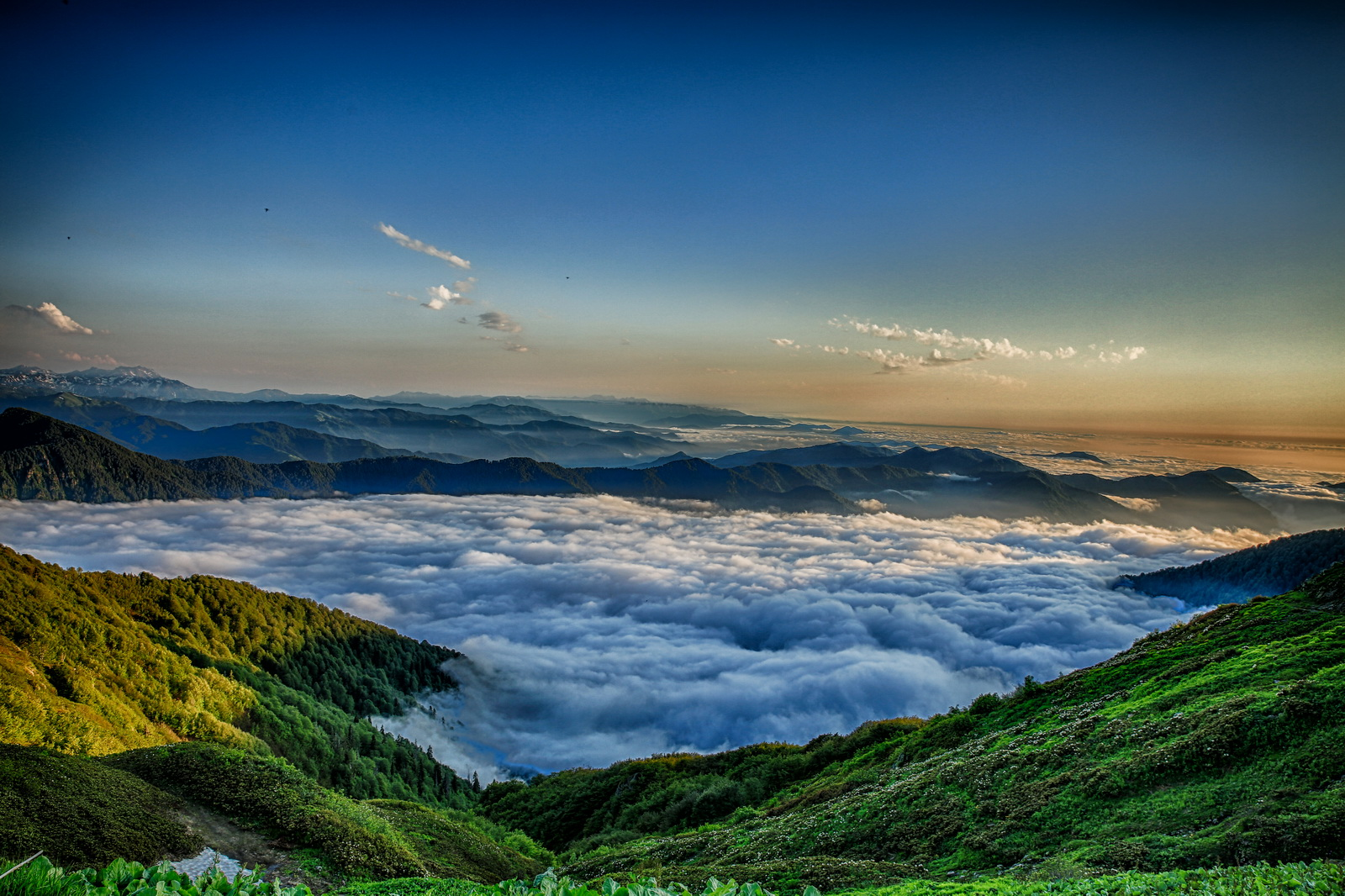
NP Kintrishi
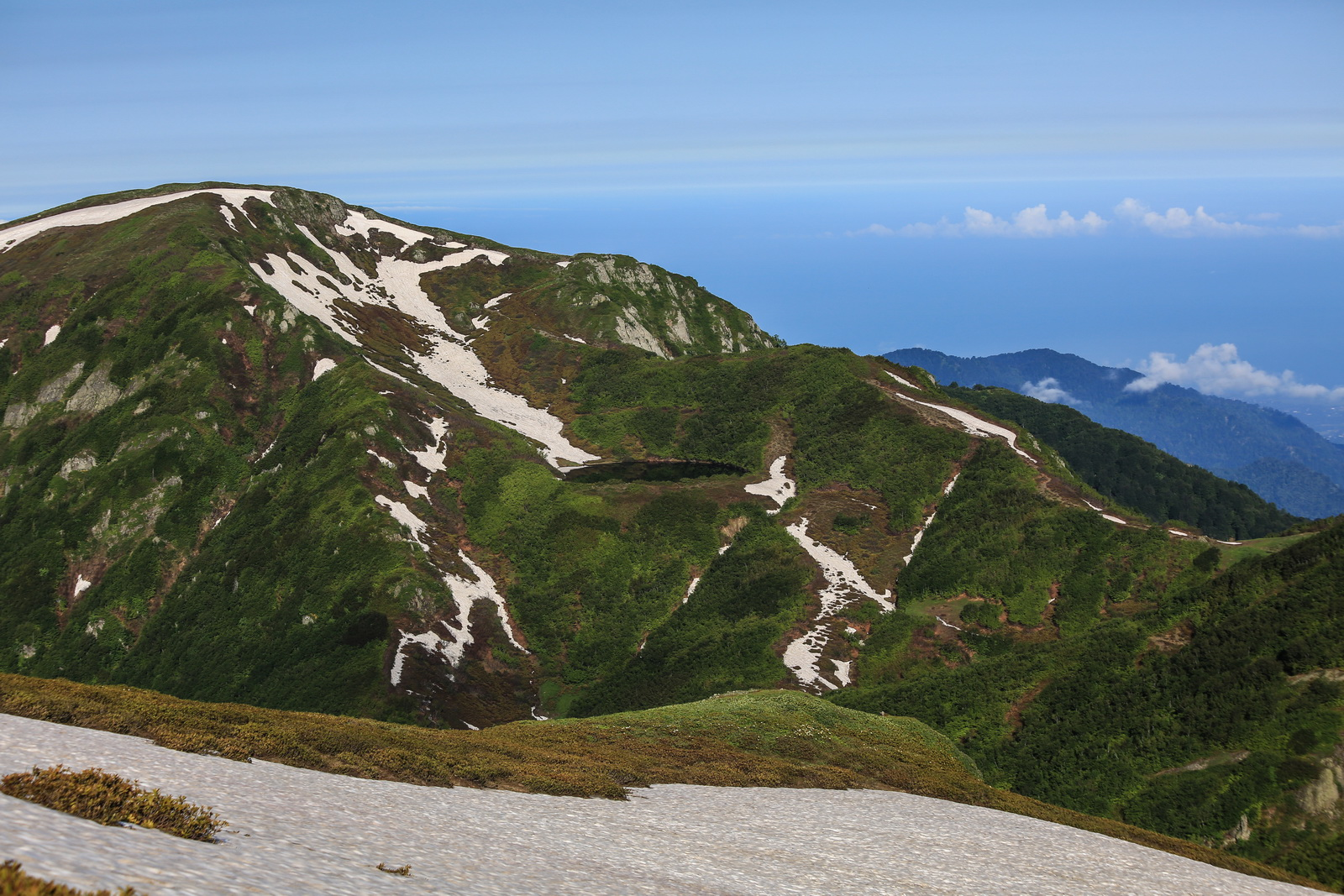
NP Kintrishi
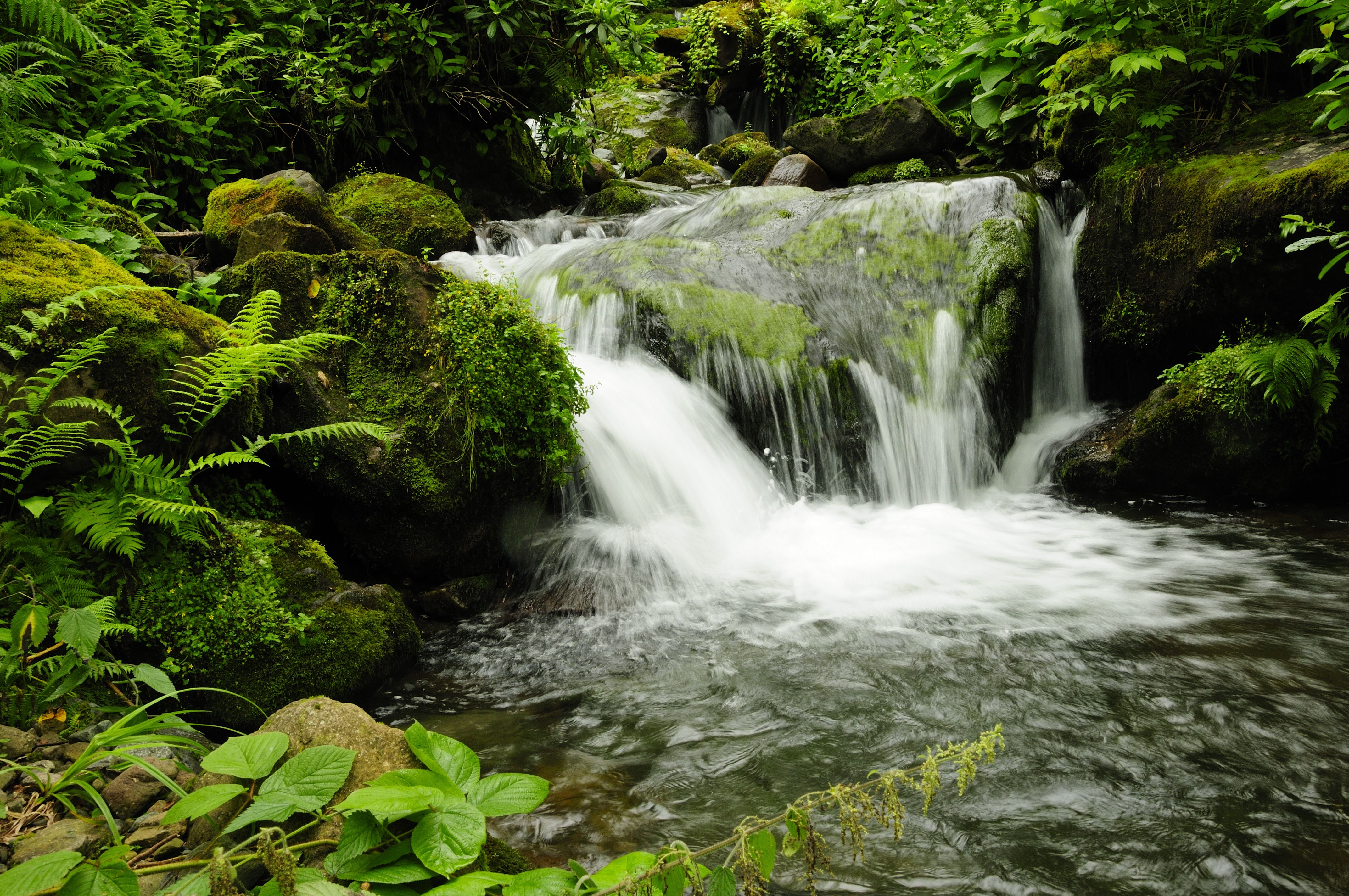
NP Mtirala
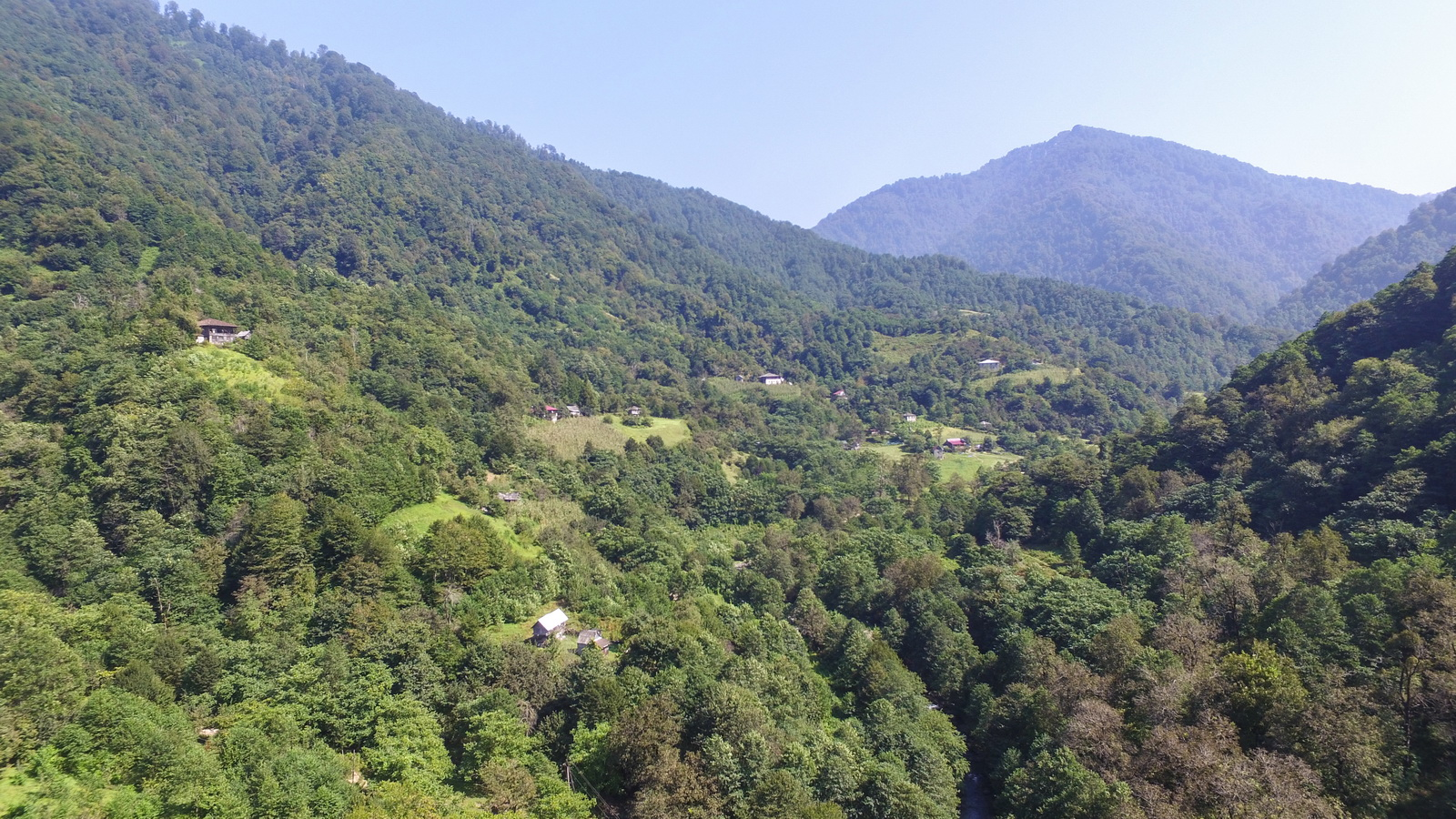
NP Mtirala